# Stenamma expolitum
Stenamma expolitum är en myrart som beskrevs av Smith 1962. Stenamma expolitum ingår i släktet Stenamma och familjen myror. Inga underarter finns listade i Catalogue of Life.

## Bildgalleri

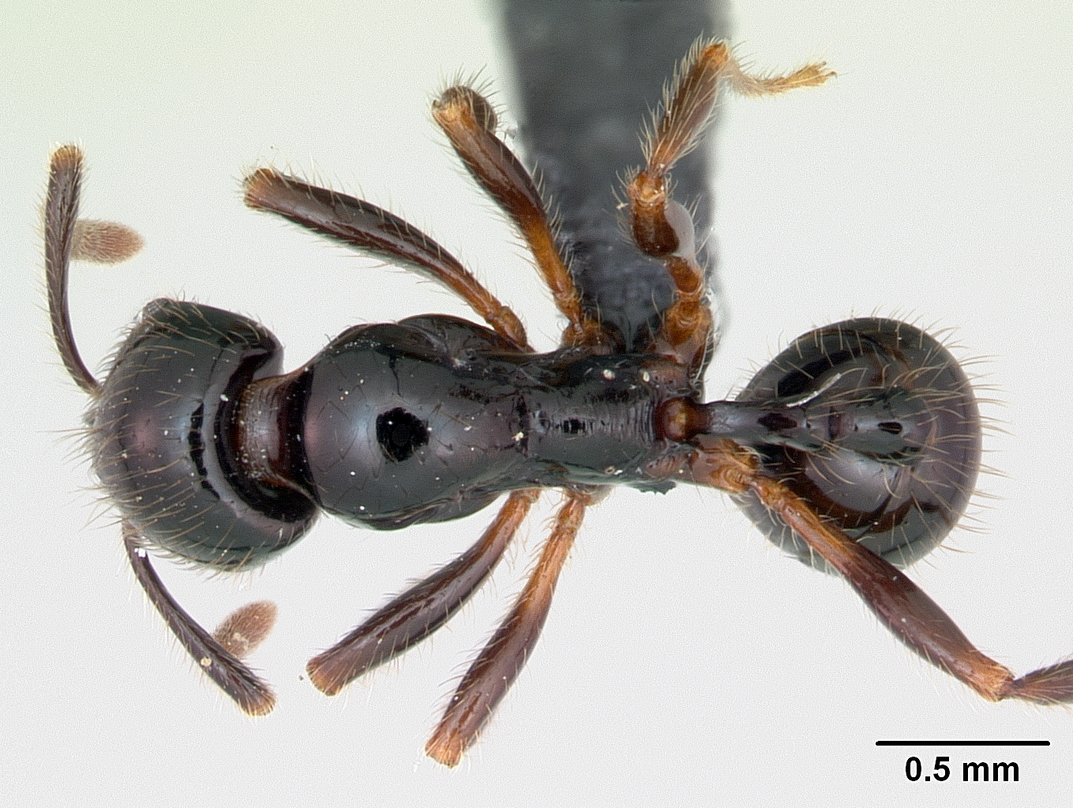
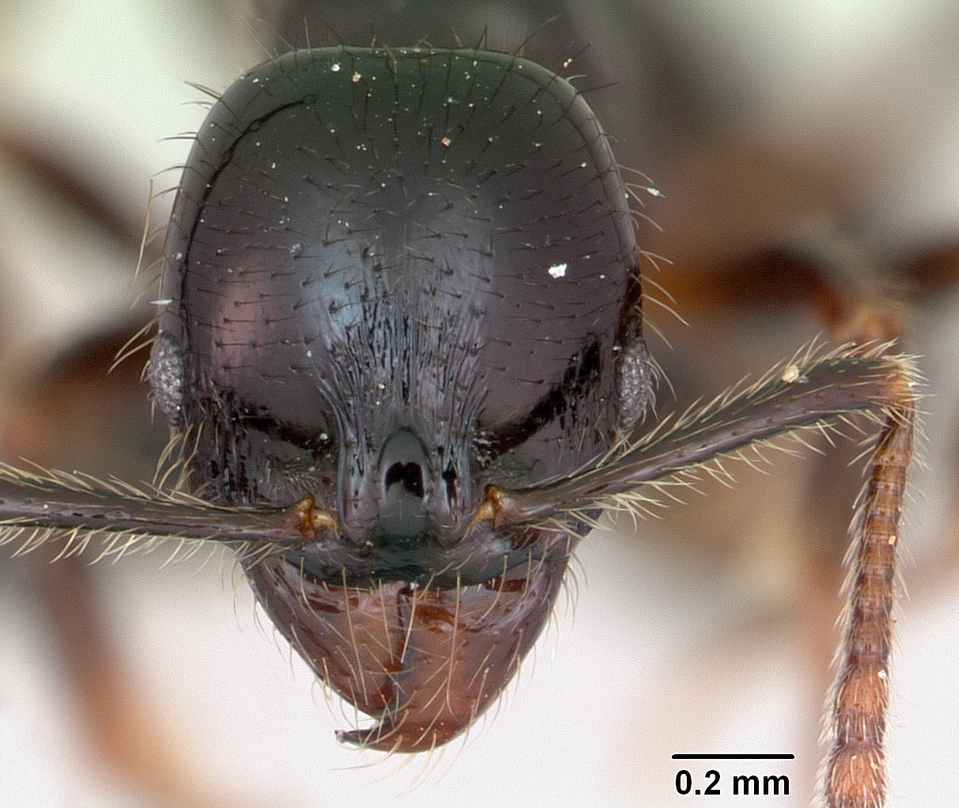
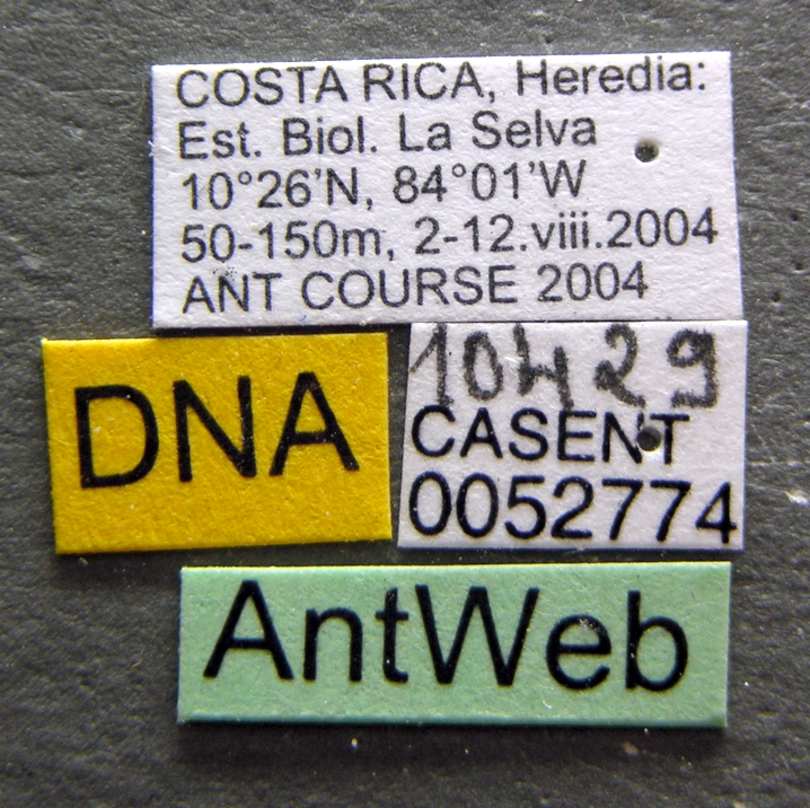
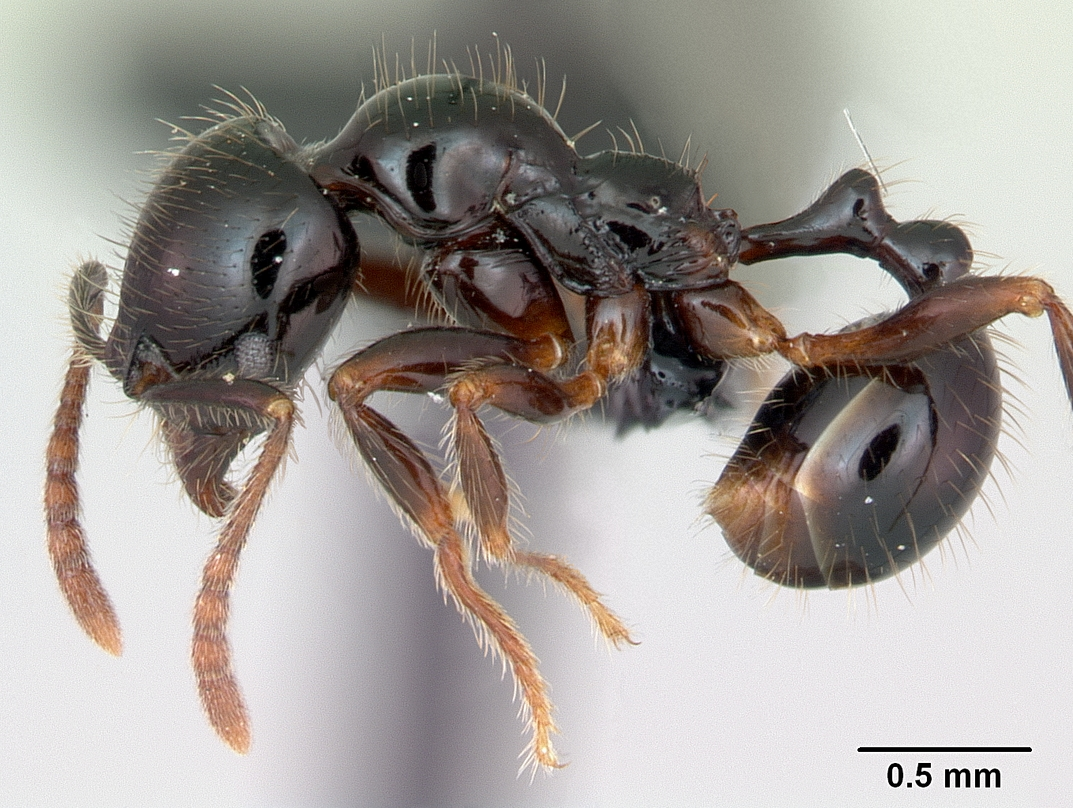